# Boerderij Vosseveld
Boerderij Vosseveld is een gemeentelijk monument aan de Birkstraat 96 in de gemeente Soest in de provincie Utrecht.
De boerderij werd in 1920 gebouwd binnen een omgracht terrein voor jonkheer P.J.H. Röell net als Herenhuis Vosseveld ontworpen door de Amersfoortse architect G.J. Noordman.
In 1965 werd de bakstenen boerderij omgedoopt in 'De Paardenkamp' en werd ingericht als rusthuis voor paarden en pony's die van hun pensioen konden genieten. Deze voorziening was een landellijke primeur en werd in 2004 uitgebreid met de Birkhoeve.
Het voorhuis is iets lager dan het achterhuis. In de symmetrische voorgevel zijn vier zesruits schuifvensters aangebracht. In de rechtergevel is een kelderlicht, beide zijgevels hebben een zesruits venster. De toegangsdeur bevindt zich in de achtergevel.